# Lymeon sulsus
Lymeon sulsus là một loài tò vò trong họ Ichneumonidae.